# Demetrio e Polibio
Demetrio e Polibio è la prima opera lirica di Gioachino Rossini. È un'opera seria divisa in due atti e musicata su libretto di Vincenzina Viganò Mombelli.

## Introduzione
È la prima realizzazione di Rossini che la scrisse tra 1806, quando ancora non aveva neppure quindici anni, e il 1808. Fu commissionata dal tenore Domenico Mombelli per sé e le due figlie cantanti, e il libretto fu scritto dalla moglie dello stesso Mombelli. La prima rappresentazione si tenne al Teatro Valle di Roma il 18 maggio 1812.
L'opera fu molto apprezzata da Stendhal che ebbe modo di vederla a Como. Dopo la première romana, l'opera fu rappresentata in alcune altre città, tra cui Bologna (9 marzo 1814 nel Teatro del Corso con lo stesso cast della prima romana), Venezia (24 aprile 1817 al Teatro San Benedetto) e Napoli (4 giugno 1839 al Teatro San Carlo). In seguito uscì presto dal repertorio, oscurata dalle altre opere serie ben più famose, e tuttora è poco eseguita. Fu rappresentata al Rossini Opera Festival solamente nel 2010, con un cast di giovani interpreti.
Tra i brani più noti il duetto di Lisinga e Siveno Questo cor ti giura amore (atto I) e il quartetto Donami ormai Siveno (atto II).

## Interpreti della prima rappresentazione
| Personaggio                             | Tipologia vocale | Interprete        |
| --------------------------------------- | ---------------- | ----------------- |
| Polibio, re dei Parti                   | basso            | Lodovico Olivieri |
| Lisinga, sua figlia                     | soprano          | Ester Mombelli    |
| Siveno, amante di Lisinga               | contralto        | Anna Mombelli     |
| Demetrio, re di Siria e padre di Siveno | tenore           | Domenico Mombelli |

## Organico orchestrale
La partitura di Rossini prevede l'utilizzo di
- un flauto, due oboi, due clarinetti, due fagotti
- due corni, due trombe
- archi.

Per i recitativi secchi:
- pianoforte (violoncello e contrabbasso ad libitum)

## Trama
L'azione si svolge nella capitale dei Parti.

### Atto I
Polibio, re dei Parti, protegge presso di sé un giovane che si fa chiamare Siveno ed è creduto figlio dell'estinto Minteo, ministro di Demetrio, re di Siria. Quest'ultimo, sotto il falso nome di Eumene, si reca alla corte di Polibio, in qualità di messaggero del re di Siria, reclamando la restituzione di Siveno ma Polibio non accetta e si celebrano anzi le nozze tra Siveno e Lisinga, la figlia di Polibio. Polibio confida però a Siveno di essere preoccupato per quanto successo, Siveno comunque lo rassicura. Eumene, intanto, prepara un piano per rapire Siveno. Corrompe con dell'oro i domestici e le guardie, riuscendo a penetrare di notte nella corte di Polibio. Giunto però nella stanza degli sposi, trova Lisinga, la rapisce e fugge. Polibio e Siveno tentano inutilmente di fermarlo.

### Atto II
Polibio e Siveno chiedono che Lisinga venga rilasciata. Per risposta Demetrio, minaccia di uccidere Lisinga, se non gli verrà consegnato Siveno. Polibio, a sua volta, manifesta l'intenzione di uccidere Siveno se non gli verrà restituita la figlia. La situazione è risolta quando Demetrio, tramite una medaglia, riconosce in Siveno suo figlio, che credeva perduto. Polibio però non vuole lasciare Lisinga e anche Demetrio ormai vuole solo Siveno. Separati quindi gli sposi, Lisinga, per riavere il marito, tenta di uccidere il presunto Eumene ma questi rivela finalmente di non essere il messaggero del re di Siria, ma il re stesso e padre di Siveno. La pace è quindi fatta e gli sposi possono finalmente vivere felici.

## Struttura musicale
- Sinfonia

### Atto I
- N. 1 - Introduzione Mio figlio non sei (Polibio, Siveno)
- N. 2 - Aria Siveno Pien di contento in seno
- N. 3 - Duetto Polibio e Eumene Non cimentar lo sdegno
- N. 4 - Coro e Cavatina Lisinga Nobil gentil donzella - Alla pompa già m'appresso
- N. 5 - Duetto Lisinga e Siveno Questo cor ti giura amore
- N. 6 - Terzetto Lisinga, Siveno e Polibio Sempre teco ognor contenta
- N. 7 - Coro e Aria Eumene Andiam taciti - All'alta impresa tutti (Coro, Eumene)
- N. 8 - Finale I Mi scende sull'alma - Ohimè, crudel, che tenti (Lisinga, Eumene, Siveno, Polibio, Coro)

### Atto II
- N. 9 - Coro e Aria Polibio Ah che la doglia amara - Come sperar riposo (Coro, Polibio, Siveno)
- N. 10 - Quartetto Donami ormai Siveno (Eumene, Polibio, Lisinga, Siveno)
- N. 11 - Aria Siveno Perdon ti chiedo, o padre (Siveno, Eumene)
- N. 12 - Aria Lisinga Superbo, ah! Tu vedrai (Lisinga, Coro)
- N. 13 - Finale II Lungi dal figlio amato - Festosi al re si vada - Quai moti al cor io sento (Eumene, Coro, Lisinga, Siveno, Polibio)

## Discografia
| Year | Cast: Polibio, Lisinga, Siveno, Demetrio                                  | Direttore/regista, Orchestra e Coro | Etichetta                                                                      |
| ---- | ------------------------------------------------------------------------- | --- | ------------------------------------------------------------------------------ |
| 1979 | Aldo Bramante, Cecilia Valdenassi, Benedetta Pecchioli, Giandomenico Bisi | Bruno Rigacci, Orchestra Giovanile Internazionale di Opera Barga e Coro «Guido Monaco» di Prato (Registrazione dal vivo al Festival di Barga), 27 luglio)            | LP: Bongiovanni GB 2001/2002 Audiocassetta: Charles Handelman Live Opera 03627 |
| 1992 | Giorgio Surjan, Christine Weidinger, Sara Mingardo, Dalmacio González     | Massimiliano Carraro, Graz Symphony Orchestra e Sluk Chamber Choir di Bratislava (Registrazione dal vivo al Festival della Valle d'Itria, Martina Franca, 27 luglio) | CD: Dynamic CDS 171/1-2                                                        |
| 1996 | Pietro Spagnoli, Maria Costanza Nocentini, Sonia Ganassi, Aldo Bertolo    | Giuliano Carella, Orchestra da camera del Belcanto-festival van Dordrecht (Registrazione dal vivo a Dordrecht, 8 settembre)                                          | Audiocassetta: Lyric Distribution Incorporated ALD 4085                        |
| 2011 | Mirco Palazzi, María José Moreno, Victoria Zaytseva, Yijie Shi            | Corrado Rovaris/Davide Livermore, Orchestra Sinfonica G. Rossini e Coro da Camera di Praga (Registrazione dal vivo a Pesaro, agosto 2010)                            | Blu-ray disc: Arthaus Cat. No. 108061                                          |